# Август Валер
Август Дезире Валер (12. јул 1856 — 11. март 1922) је био британски физиолог и син Августа Волнија Валера. Рођен је у Паризу, Француска. Показао је да се аксони не могу одржавати у функционом стању, уколико се прекине њихова веза са телом неурона. Дегенерација аксона која следи након пресецања аксона, последица је прекида дотока материјала који се синтетише у ћелијском телу. Експериментални поступак исецања аксона и тако изазвана дегенеарација назива се Валерова дегенерација.

## Биографија
Студирао је медицину на Универзитету у Абердину, где се квалификовао 1878. и докторирао 1881. године. Године 1883. постао је предавач физиологије на Лондонској медицинској школи за жене. Тамо је упознао своју жену, Алис Палмер, која је била једна од његових ученица и ћерка Џорџа Палмера.
Године 1884. постао је предавач физиологије у болници Свете Марије. Године 1887. користио је капиларни електрометар да сними први људски електрокардиограм.
Створио је прву практичну ЕКГ машину са површинским електродама. О томе је држао предавања у Европи и Америци, често користећи свог пса Џимија у својим ЕКГ демонстрацијама. У почетку Валер није мислио да би електрокардиограми били корисни у болницама. Међутим, на крају су други физиолози као што су Вилем Ајнтховен и Томас Левис показали Валеру да би трагови могли помоћи у дијагностификовању срчаних обољења. Године 1917, неколико година пре своје смрти, Валер је објавио студију о преко 2000 трагова срчаних обољења.
Именован је за фулеријанског професора физиологије 1896. са почетком 13. јануара 1897. године.
Преминуо је у Лондону, након што је претрпео два мождана удара.